# Adolf von Hübbenet
Adolf von Hübbenet (1858 – 17. Februar 1903 in Koblenz) war ein deutscher Opernsänger (Tenor).

## Leben
Am 26. Juli 1882 war er bei den Bayreuther Festspielen in der Uraufführung des Parsifal von Richard Wagner einer der vier Knappen.
Hübbenet war danach von 1882 bis 1890 am Hoftheater Hannover engagiert, von 1890 bis 1892 am Hoftheater in Kassel, von 1893 bis 1895 am Stadttheater in Stettin, hierauf wieder zwei Jahre am Hoftheater in Kassel und ab 1898 am Stadttheater in Düsseldorf. Im Jahre 1901 begab sich der Künstler nach Amerika, um einem Antrag an die Metropolitan Opera nachzukommen. Er starb 1903 in Koblenz.
Verheiratet war er mit Josefine Siebers, ebenfalls eine Opernsängerin.